# Dorothy Donaldson Buchanan
Dorothy Donaldson Buchanan, nombre de casada Fleming (8 de octubre de 1899 en Dumfriesshire - 13 de junio de 1985 en Somerset) fue una ingeniera civil británica nacida en Escocia, que se convirtió en la primera mujer miembro de la Institución de Ingenieros Civiles tras aprobar el examen de admisión en 1927.

## Primeros años
Buchanan nació en Langholm en 1899. Era la menor de los cinco hijos del reverendo James Donaldson Buchanan y de Marion Vassie. Se educó en la academia de Langholm, una ciudad donde Thomas Telford había trabajado como albañil antes de convertirse en un eminente ingeniero civil. Esta circunstancia pudo haber servido de inspiración para que Buchanan decidiera comenzar en 1918 los estudios de ingeniería civil en la Universidad de Edimburgo. Allí fue alumna de Charles Glover Barkla, que había recibido el Premio Nobel de Física en 1917. En la universidad coincidió con la primera mujer en graduarse con un título en ingeniería en Escocia, Elizabeth Georgeson. Buchanan figuraba en el censo de 1921, realizado el 19 de junio, como estudiante de ingeniería a tiempo parcial y visitante en la casa de Georgeson, Upper Sunnyside, en Lowther Street, en Penrith. Se convirtió en miembro de la Women's Engineering Society durante su tiempo en la universidad. Una enfermedad (paperas) retrasó la finalización de sus estudios, por lo que se graduó en 1923. Afectada por una neumonía, tras graduarse se mudó al sur de Londres en busca de un clima más benigno y para continuar su formación profesional como ingeniera civil.

## Carrera
Su primer éxito a la hora de atraer la atención de un empleador fue con Sir Ralph Freeman, uno de los socios principales de Douglas, Fox & Partners. Freeman asesoraba a la constructora Dorman Long sobre el diseño de estructuras de acero. Tras contratar a Buchanan, le permitió trasladarse a Dorman Long, donde formó parte del personal de diseño del puente de la bahía de Sídney, pero permaneció bajo la supervisión de Freeman a los efectos de su contrato de formación a partir de abril de 1924. Su salario era de 4 libras por semana más horas extra, lo mismo que los "chicos". Llegó a la oficina de Dorman en Londres al mismo tiempo que Kathleen M. Butler, gestora del proyecto y secretaria confidencial del ingeniero jefe del puente de la bahía de Sídney John Bradfield, y que había viajado a Londres con tres ingenieros para establecer la oficina de la administración de Nueva Gales del Sur dedicada al seguimiento del desarrollo del proyecto.
Posteriormente intervino en el diseño de puentes fuera de Gran Bretaña, como los de Dessouk y Jartum. Debido a que la Institución de Ingenieros Civiles exigía que los ingenieros de diseño también tuvieran experiencia en obra, Buchanan dejó Londres para ir a trabajar en el proyecto del embalse de Silent Valley, construido para el suministro de agua a la ciudad de Belfast en Irlanda del Norte. En esta obra, su formación estuvo supervisada por Sir Ernest Moir, director de Pearson PLC (y marido de Margaret, Lady Moir, cofundadora de la Sociedad de Ingeniería de Mujeres). Se dice que Buchanan evitaba que se fiscalizara su actividad simplemente yéndose a trabajar sistemáticamente antes de que llegara su acompañante. Después de seis meses con el proyecto del embalse, Buchanan tenía suficiente experiencia para cumplir con esa parte de sus requisitos de calificación y pudo regresar a Dorman Long en Londres para continuar con su equipo de diseño de puentes, trabajando en el puente de Jorge V (ahora generalmente llamado Puente del Tyne) en Newcastle y en el puente de Lambeth en Londres. En 1929 dio una conferencia sobre el trabajo necesario para la construcción de "Algunos puentes modernos".
Se formó profesionalmente en la Institución de Ingenieros Civiles y tuvo que asistir a una entrevista en la sede de la ICE en la One Great George Street de Londres (cerca de Parliament Square) como parte del proceso de examen. En una entrevista para la revista New Civil Engineer en 1978, contó que se sorprendió al encontrar a otra mujer en la sala de espera, porque sabía que sería la primera ingeniera mujer en ser reconocida por la ICE si aprobaba la entrevista. La otra mujer en la sala de espera resultó ser una simple acompañante, traída para que no estuviera rodeada de hombres exclusivamente. Se le concedió la membresía de la ICE en diciembre de 1927, como la única mujer entre los 9.979 hombres de la Institución. Más tarde comentó: "Sentí que representaba a todas las mujeres del mundo. Tenía la esperanza de que muchas otras me siguieran" ("New Civil Engineer", 6 de julio de 1978, 15-16).

## Vida posterior
Tras casarse en 1930 con William H. Dalrymple Fleming, un ingeniero eléctrico, se retiró de la ingeniería. Como Dorothy Fleming, se interesó por la escalada en roca y la pintura. Murió en 1985, a los 85 años de edad. En febrero de 2019, para celebrar a su primera mujer miembro de la institución, el ICE nombró una sala en su sede (en el mismo edificio donde no se le había permitido ser entrevistada sin la presencia de una acompañante).